# جون كوري (محامي)
جون كوري (بالإنجليزية: John Currey) هو قاضي ومحامي أمريكي، ولد في 1814 في مقاطعة ويستتشستر في الولايات المتحدة، وتوفي في 1912 في ديكسون في الولايات المتحدة.